# Kościół Narodzenia Najświętszej Maryi Panny w Nowogrodzie
Kościół Narodzenia Najświętszej Maryi Panny w Nowogrodzie – rzymskokatolicki kościół parafialny znajdujący się w mieście Nowogród, w województwie podlaskim. Należy do dekanatu Łomża – św. Brunona diecezji łomżyńskiej.

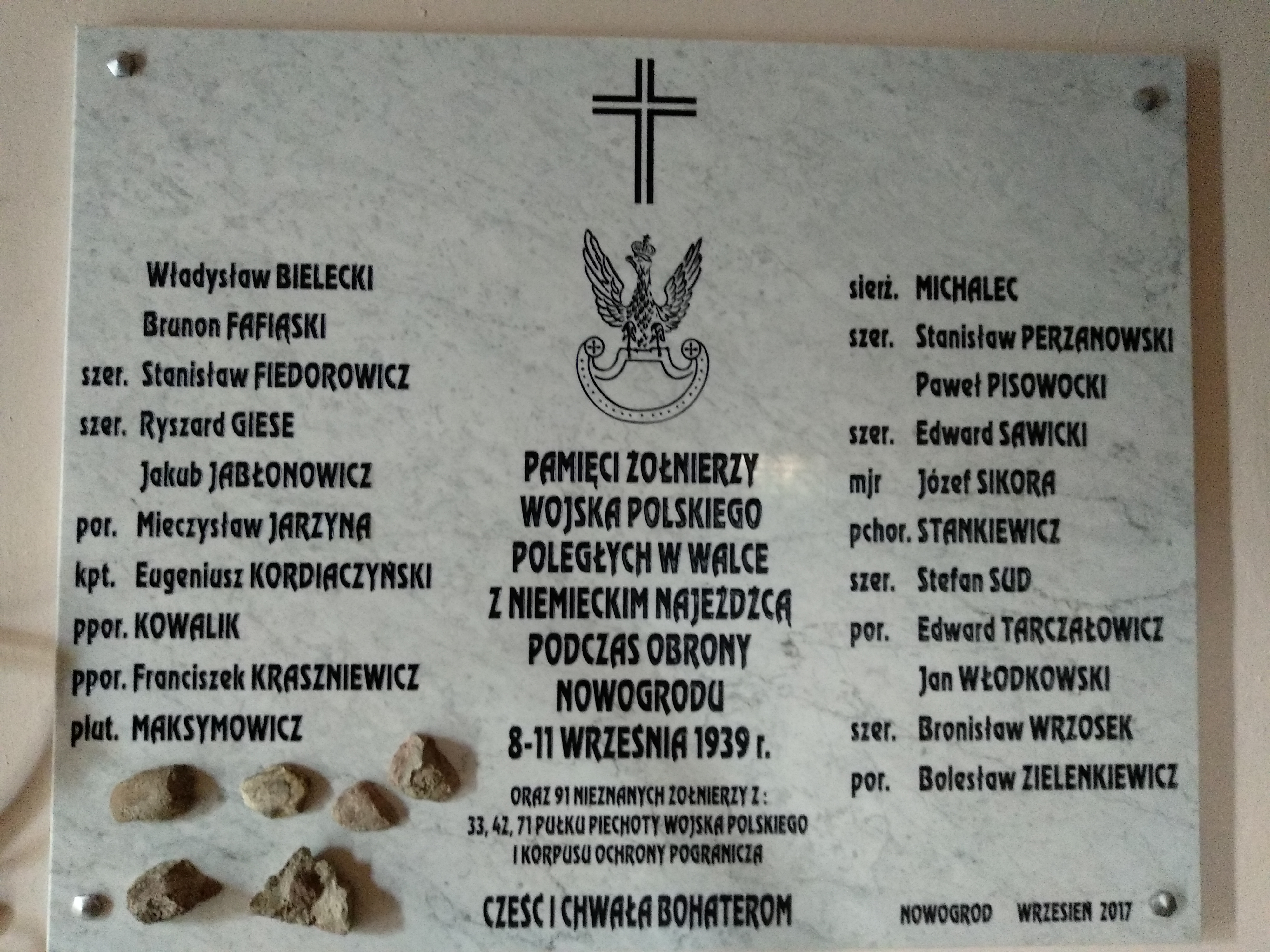
Tablica upamiętniająca poległych polskich obrońców Nowogrodu z września 1939 roku

## Historia

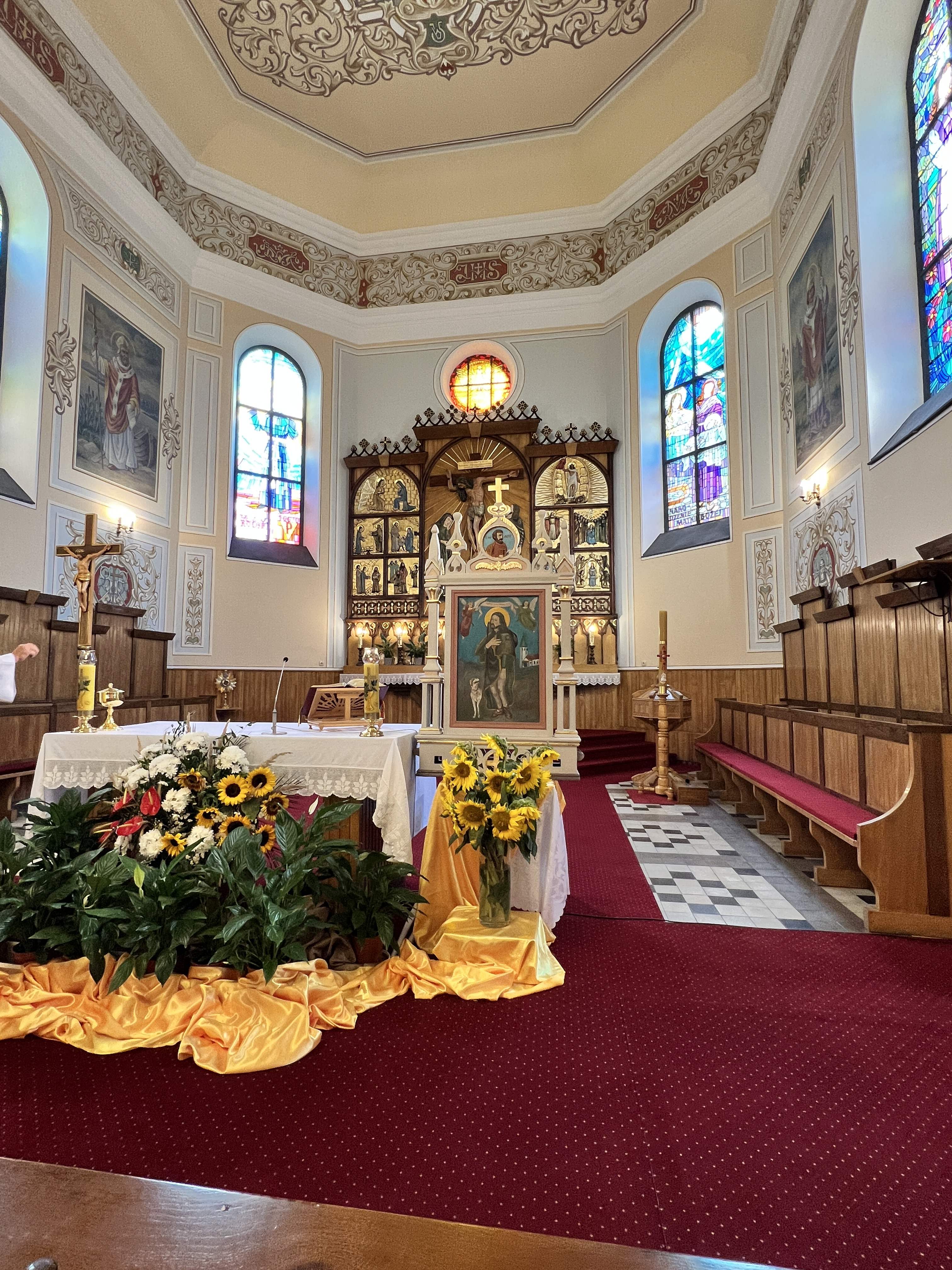
Ołtarz główny i prezbiterium, widoczny feretron z obrazem św. Rocha

Budowla murowana została wzniesiona w 1409 w stylu późnogotyckim i spłonęła w 1788. Została wtedy wybudowana drewniana kaplica, natomiast w 1821 została odbudowana dawna świątynia. Rozbudowano ją w 1865. W 1874 konsekrował ją biskup sejneński. W 1915, w czasie I wojny światowej, kościół został całkowicie zniszczony. W latach 1922–1926 został odbudowany dzięki staraniom ks. Witolda Supińskiego. W czasie II wojny światowej budowla ponownie została doszczętnie zrujnowana. 
Kościół odbudowywali w latach 1946–1956 proboszczowie: ks. Stanisław Prószyński i ks. Stanisław Miklaszewicz. Drzwi, krucyfiks w kruchcie, 2 feretrony, klęczniki i płaskorzeźba ze sceną Zmartwychwstanie zostały wykonane w 1955 przez ludowego artystę Konstantego Chojnowskiego z Jankowa-Młodzianowa. W  1975 zostały zamontowane witraże z elementami ludowymi. W 1980 dzięki staraniom proboszcza ks. Wacława Czajkowskiego we wnętrzu świątyni została wykonana polichromia, natomiast w 1982 odbudowano wieże i ufundowano dzwony. W 1997 odnowiono polichromię.